# Anê Lê Thị Thành
Annê Lê Thị Thành (1781–1841), còn gọi là Bà Đê, là một Thánh Công giáo Việt Nam. Bà sinh năm 1781 tại Thanh Hóa. Khi triều đình nhà Nguyễn đang thi hành chính sách chống đạo Công giáo gay gắt, bà là người giúp đỡ cho nhiều linh mục lánh nạn tại Ninh Bình. Vì lý do này bà đã bị bắt giam rồi giam giữ ở Nam Định, trong tù bà vẫn quyết giữ đức tin Công giáo dù đã nhiều lần bị bắt phải từ bỏ. Bà chết vào năm 1841 khi đang bị cầm tù.
Ngày 2 tháng 5 năm 1909, bà được Giáo hoàng Piô X phong Chân Phước. Ngày 19 tháng 6 năm 1988, Giáo hoàng Gioan Phaolô II đã tôn phong bà lên bậc Hiển Thánh, và trong số 118 hiển thánh và á thánh tử đạo tại Việt Nam, bà là Thánh nữ duy nhất. Trong cộng đồng Công giáo Việt Nam, bà được xem là một bà mẹ Công giáo gương mẫu.

## Gia đình
Bà Anê Lê Thị Thành sinh năm 1781 tại làng Gia Miếu (cũng gọi là Bái Điền), huyện Yên Định, nay là xã Hà Long, huyện Hà Trung, tỉnh Thanh Hóa, thuộc Giáo phận Thanh Hóa trong một gia đình theo đạo Công giáo. Vì mưu sinh nên ngay từ khi bà còn nhỏ, gia đình bà đã chuyển về sống tại quê ngoại ở làng Phúc Nhạc, nay thuộc xã Khánh Nhạc, huyện Yên Khánh, tỉnh Ninh Bình, thuộc Giáo phận Phát Diệm. Bà là một thiếu nữ rất ngoan ngoãn, nết na, được nhiều người trong xóm đạo nhận xét là ngoan hiền, đạo đức. Mỗi ngày sáng và tối bà lên nhà thờ để đọc kinh, cầu nguyện. Bà còn phụ mẹ têm trầu để bán.
Năm 16 tuổi, mẹ bà mất. Năm 19 tuổi, bà kết hôn với ông Nguyễn Văn Nhất, cũng là một thanh niên Công giáo ngoan đạo. Hai ông bà rất thuận hòa với nhau, kiếm sống bằng nghề làm ruộng, nuôi tằm. Dù cũng không dư giả gì, bà không bao giờ từ chối khi có người tới xin ăn. Hai ông bà sinh được sáu con: hai con trai tên Đê và Trân, bốn con gái tên Thu, Năm, Nhiên, Nụ. Tục lệ địa phương thời ấy thường gọi tên cha mẹ theo con trai cả nên bà cũng được biết đến với tên là bà Đê. Cho tới lúc qua đời, bà có tất cả 17 cháu trai và gái.
Các con của ông bà Đê đều là những đứa trẻ ngoan ngoãn, lễ phép, được mọi người quý mến. Được như vậy là nhờ công quan tâm chăm sóc dạy dỗ của hai ông bà. Bà dạy các con học chữ, giáo lý, nhắc nhở chúng siêng năng đi lễ, xưng tội. Về đời sống gia đình của các con, bà chỉ cho phép các con gái kết hôn với những thanh niên đạo đức. Khi các con đã lập gia đình rồi, bà hay đến thăm, khuyên nhủ các con phải sống hòa thuận yêu thương nhau, không bao giờ được gây gỗ và phải luôn vâng lời cha mẹ chồng.

## Hoàn cảnh tử đạo

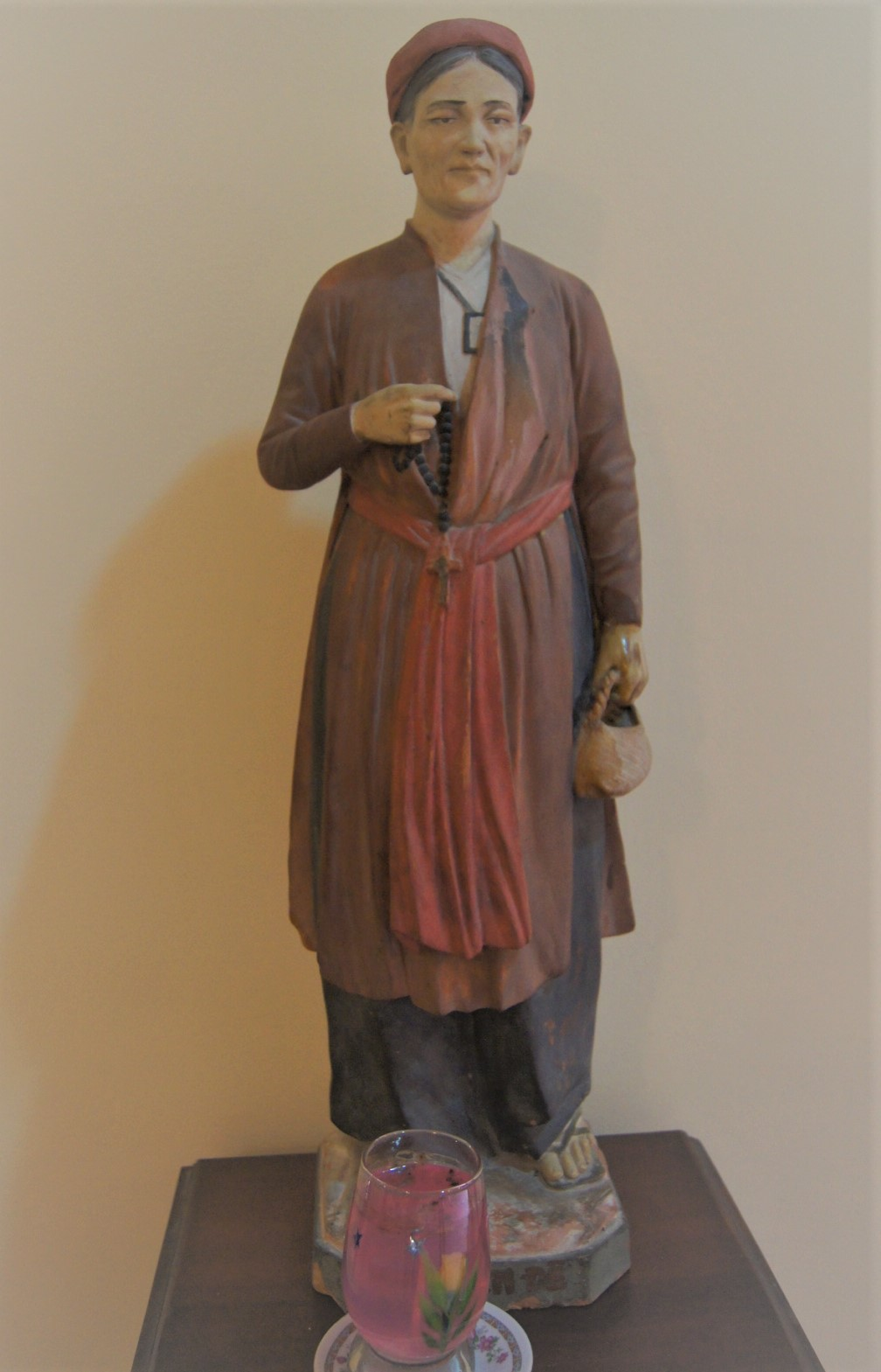
Tượng Anê Lê Thị Thành (Bà thánh Đê) tại nhà truyền thống, Trung tâm hành hương Sở Kiện, Tổng giáo phận Hà Nội.

Bà Anê Lê Thị Thành là người có lòng bác ái hay yêu thương giúp đỡ mọi người, nhất là các linh mục. Bà cùng chồng dành hẳn một khu nhà đặc biệt cho các linh mục trú ẩn. Thời ấy vua Thiệu Trị đang có chính sách cấm đạo, tội chứa chấp linh mục có thể bị chết. Lúc bấy giờ là tháng 3 năm 1841, có 4 linh mục đang hoạt động tại làng Phúc Nhạc gồm linh mục Berneux Nhân ở nhà ông Phaolô Thức, linh mục Galy Lý ở nhà ông Trùm Cơ, linh mục Thành ở nhà bà Đê và linh mục Ngân ở một nhà khác. Linh mục Thành có một người giúp việc tên Đễ. Người này vì tham tiền nên đã lén báo quan chỗ các linh mục đang ở.
Sáng ngày 14 tháng 4 năm 1841, ngay lễ Phục Sinh, quan Tổng đốc Trịnh Quang Khanh cùng 500 lính ập xuống làng Phúc Nhạc. Quan lệnh tất cả mọi người trong làng phải tập trung ở một chỗ rồi cho lính đi lục soát từng nhà. Linh mục Thành và Ngân nhanh chân nên may mắn trốn thoát; linh mục Nhân vì sơ suất để lộ gấu áo trên gác nhà dòng Mến Thánh Giá nên, còn linh mục Lý thì được ông Cơ dẫn sang nhà bà Đê. Bà chỉ cho ông một chỗ trốn ở cái mương khô sau vườn cạnh bụi tre, rồi cùng con gái lấy rơm phủ lên. Không may quân lính cũng đã nhìn thấy ông vào nhà bà. Nhà của bà liền bị lục soát, mọi tài sản đều bị tịch thu, còn bản thân bà, linh mục Lý, ông Cơ và 2 nữ tu thì bị trói và đeo gông ra đình làng. Khi đó bà 60 tuổi.

Lúc mới bị bắt bà rất sợ hãi, nhưng khi ra tới đình làng thì bà không còn có vẻ gì là sợ sệt nữa. Bà và những người bị bắt cùng phải đeo gông đi bộ suốt đêm từ Phúc Nhạc ra Nam Định. Vì tuổi già sức yếu, đường thì xa nên nhiều lần quân lính phải mang giúp. Khi ra công trường, quan bắt bà cùng hai nữ tu phải chối đạo nhưng cả ba đều nhất quyết không chịu. Quan truyền lệnh đánh, lúc đầu thì bằng roi, sau lấy củi lớn quật vào chân bà, vừa đánh vừa kéo bà qua Thánh Giá. Bà sấp mình xuống đất kêu lớn tiếng:
"Lạy Chúa, xin thương giúp con, con không bao giờ muốn chối bỏ lòng tin Chúa, nhưng vì con là đàn bà yếu đuối, nên họ dùng sức mạnh để cưỡng bách con đạp lên Thập Giá"
Không lay chuyển được niềm tin của bà, quan tống bà vào tù. Ở đó bà phải chịu đủ loại cực hình tra tấn, bị đánh đập tàn nhẫn, nhưng bà vẫn không thối chí, không bước qua Thánh Giá cũng như không khai chỗ trú ẩn của các linh mục khác. Quan bèn lệnh cho bỏ rắn độc vào người bà. Vì là thân đàn bà, bà rất sợ hãi, nhưng sau khi cầu nguyện lên Chúa, bà can đảm đứng yên nên rắn không cắn. Quan bực tức lại truyền đánh bà mạnh hơn trước. Về sau bà chia sẻ với chồng lúc ông vào thăm: "Họ đánh đập tôi vô cùng hung dữ, đến đàn ông chưa chắc đã chịu nổi, nhưng tôi được ơn Đức Mẹ giúp sức, nên không cảm thấy đau đớn gì".
Bị nhốt cùng chung với bà có hai nữ tu dòng Mến Thánh Giá là Anna Khiêm và Anê Thanh. Hai dì cũng bị thả rắn vào áo, cốt để làm cho sợ mà khai ra chỗ ẩn trốn của các linh mục. Hai nữ tu này cũng đã thay nhau chăm sóc bà khi bà mắc chứng kiết lị vì điều kiện vệ sinh trong tù không tốt. Các linh mục cũng gởi thuốc cho bà và ban phép giải tội, xức dầu.
Khi con gái vào thăm, thấy quần áo bà đầy máu liền òa khóc, bà ôn tồn bảo: "Con đừng khóc, mẹ mặc áo hoa hồng đấy, mẹ vui lòng chịu khổ vì Giêsu, sao con lại khóc?". Bà khuyên con nên về để sửa soạn việc nhà, sốt sắng giữ đạo, sáng tối đọc kinh và cầu nguyện cho bà đủ sức để vác Thánh Giá Chúa đến cùng. Cuối cùng, vì kiệt sức, bà qua đời vào ngày 12 tháng 7 năm 1841, hưởng thọ 61 tuổi.

## An táng và phong thánh
Sau khi bà mất, quan truyền cho quân lính đốt ngón chân bà theo thủ tục lúc bấy giờ để chắc chắn bà đã chết. Họ tẩm liệm xác bà rồi an táng tại pháp trường Bảy Mẫu
Khoảng sáu tháng sau, mọi người đi tìm lại mộ của bà. Tương truyền vì có quá nhiều mộ nên không biết mộ nào là đúng. Thế rồi có người nảy sinh ý tưởng cắm một cây tre vào mỗi ngôi mộ, cây tre nào vẫn còn xanh tốt giữa trưa hè nắng nóng chính là cây tre ngôi mộ của bà. Sau một thời gian, chỉ còn duy nhất một cây còn xanh tươi, đào lên thì thấy đúng là mộ bà Anê Lê Thị Thành. Việc này được kể là một trong những phép lạ trong hồ sơ phong thánh của bà. Lúc mở nắp quan tài, thân xác bà vẫn còn hồng hào y nguyên, chưa hư hại gì. Năm 1881, linh mục chánh xứ Phúc Nhạc đem thi hài bà cùng bảy vị tử đạo khác về an táng tại mồ riêng.
Vào ngày 2 tháng 5 năm 1909 bà được Giáo hoàng Piô X phong Chân Phước. Sau đó vào ngày 19 tháng 6 năm 1988, cùng với 116 vị Thánh Tử Đạo Việt Nam khác, Giáo hoàng Gioan Phaolô II phong bà lên bậc Hiển Thánh.

## Liên hệ vớiInê Tử đạo vãn
Năm 1838, trong Tự Điển Việt-La (Dictionarium Latino-Anamiticum) của Jean Louis Taberd, phần phụ lục trang 110 đến 135 có in một bài thơ (vãn) tên Inê Tử đạo vãn về một vị tử đạo có tên thánh là Inê. Bài vãn gồm 562 câu, in song song với bản dịch tiếng Latinh, Anh và Pháp. Vị tử đạo trong bài thơ này cũng là một người phụ nữ, cũng bị bắt vào tù, bị đánh đập tra tấn, chồng con cũng vào thăm khuyên bỏ đạo nhưng vẫn kiên quyết theo Chúa tới cùng. Vì lẽ đó cho nên có ít nhất hai tác giả đã cho rằng vị tử đạo này chính là Thánh Anê Lê Thị Thành. Tuy nhiên điều này không hợp lý vì Tự Điển Việt-La được in năm 1838, trong khi Thánh Anê Thành tử đạo năm 1841.
Về tác giả, Lê Văn Hảo nhận xét Inê Tử đạo vãn khuyết danh, nhưng Lê Đình Thông lại cho rằng chính Thánh Philipphê Phan Văn Minh (1815 - 1853) là tác giả đồng thời cũng là dịch giả ba bản tiếng Latinh, Anh và Pháp. Đỗ Quang Chính, dựa trên sách Histoire de la mission de Cochinchine, kết luận thực ra bài thơ này đã được viết sớm hơn nhiều, vào khoảng năm 1700, và về một nhân vực có thực hoàn toàn khác: bà Inê Huỳnh Thị Thành, tử đạo ngày 25-12-1700 tại Nha Trang; tác giả viết bài thơ là Loren Huỳnh Lâu (1656-1712).

## Di sản
Tại Ninh Bình là nơi bà lớn lên có một nhà thờ riêng để kính bà, và cũng là trung tâm kính Thánh Tử Đạo của giáo phận Phát Diệm, tên là Đền Thánh Phúc Nhạc. Đền theo kiến trúc phương Đông, nằm ngay cạnh chợ Nhạc, xã Khánh Nhạc, huyện Yên Khánh, tại km thứ 13 hướng Ninh Bình về Phát Diệm. Mỗi tuần lúc 5 giờ chiều có thánh lễ.
Bà là Thánh Quan Thầy của Hội Bà Thánh Đê tại Hà Nội, một hội đoàn nhằm giúp cho những phụ nữ trong cũng như ngoài Công giáo đã lấy chồng có điều kiện gặp gỡ, chia sẻ giúp đỡ lẫn nhau. Một số Hội hiền mẫu hay Hội các bà mẹ Công giáo cũng nhận bà làm thánh quan thầy.